# 2436 Hatshepsut
Hatshepsut (asteroide 2436) é um asteroide da cintura principal, a 2,8271128 UA. Possui uma excentricidade de 0,1089746 e um período orbital de 2 064,29 dias (5,65 anos).
Hatshepsut tem uma velocidade orbital média de 16,72115345 km/s e uma inclinação de 4,08209º.
Este asteroide foi descoberto em 24 de Setembro de 1960 por PLS.